# Kirchheim am Ries
Kirchheim am Ries település Németországban, azon belül Baden-Württembergben. Lakosainak száma 1842 fő (2023. december 31.).

## Népesség
A település népessége az elmúlt években az alábbi módon változott:
| Lakosok száma | 1614 | 1867 | 1820 | 1787 | 1850 | 1842 |
|               | 1975 | 2017 | 2019 | 2021 | 2022 | 2023 |